# Калабрия (бронепалубен крайцер, 1894)
Калабрия (на италиански: Calabria) е бронепалубен крайцер на Кралските военноморски сили на Италия от края на 19 век. Кораба е построен специално за колониална служба и прекарва по-голямата част от службата си в плавания до Китай, Северна Америка, Австралия. Участва в Итало-турската война 1911 – 12 г., където оказва артилерийска поддръжка на сухопътните части, обстрелва турските пристанища и подсигурява блокадата на Червено море. „Калабрия“ е прекласифициран на канонерска лодка през 1921 г., след това на учебен кораб през 1924 г. и предаден за скрап в края на същата година.